# Federação Angolana de Futebol
A Federação Angolana de Futebol (FAF) é a entidade máxima desse desporto em Angola. É responsável principalmente pela gestão da Selecção Angolana de Futebol, assim como a organização do Girabola e da Taça de Angola. Foi fundada em 1979 e afiliou-se à FIFA e à CAF em 1980. Ela também é filiada à COSAFA.

## Organização
- Presidente: Artur de Almeida e Silva[5]
- Vice-presidente: Dealdino De Oliveira Fuato Balombo [5]
- Secretário-geral: Fernando Rui Costa [5]
- Seleccionador: Srdan Vasiljevic é o novo seleccionador dos Palancas Negras.
- Treinador   adjunto: Sasa Nikolic.
- Treinador   adjunto: Miroslav Maksimovic .